# Zhipu AI
Zhipu AI (智谱AI), официально известная как Beijing Zhipu Huazhang Technology, — китайская технологическая компания, специализирующаяся на искусственном интеллекте. По состоянию на 2024 год она является одной из китайских компаний «ИИ-тигров» («AI Tiger») по мнению инвесторов и считается третьим по величине игроком на рынке больших языковых моделей в индустрии искусственного интеллекта Китая согласно International Data Corporation.

## История
Стартап был основан в Университете Цинхуа и выделен в самостоятельную компанию.
В 2023 году компания привлекла 2,5 миллиарда юаней при поддержке Alibaba Group Holding и Tencent Holdings. Другими инвесторами компании являются Ant Group, Meituan, Xiaomi и HongShan.
В мае 2024 года саудовская финансовая компания Prosperity7 Ventures, LLC инвестировала в Zhipu AI 400 миллионов долларов США.
В марте 2024 года Zhipu AI заявила, что разрабатывает технологию, подобную Sora. В июле 2024 года компания представила свою модель преобразования текста в видео под названием «Ying».
После того как OpenAI объявила о блокировке API своих сервисов в некоторых регионах начиная с июля 2024 года, Zhipu AI анонсировала «Специальную программу миграции» для пользователей API OpenAI.
В октябре 2024 года Zhipu AI выпустила GLM-4.0, открытую мультимодальную языковую модель с поддержкой речи. Модель способна воспроизводить человекоподобное взаимодействие и может адаптировать тон, эмоции или диалект в соответствии с предпочтениями пользователя.

## Продукты и услуги

### Ying
В июле 2024 года компания Zhipu AI выпустила Ying — модель преобразования текста в видео, которая может генерировать изображения и текстовые запросы в шестисекундный видеоролик примерно за 30 секунд. Сервис доступен на их официальном сайте и в мобильных приложениях, интегрированных с их чат-ботом ChatGLM.

### AutoGLM
Выпущенный в октябре 2024 года, AutoGLM — это приложение с ИИ-агентом, которое использует голосовые команды для выполнения задач на смартфоне. Приложение может анализировать сложные задачи, такие как заказ товара в ближайшем магазине и повторение заказа на основе истории покупок пользователя. Приложение было создано как конкурент встроенной ИИ-системе Apple, Apple Intelligence.
ИИ-инструмент работает на основе ряда моделей искусственного интеллекта и чат-ботов, таких как их чат-бот ChatGLM, для обработки необходимых действий.